# Scantrust
Scantrust es una empresa suiza que ofrece una plataforma de Internet para conectar digitalmente los productos utilizando identificadores únicos de seguridad. La empresa ha desarrollado un Código QR con una capa adicional de protección en contra de las copias, se basa en la inserción de un patrón de detección de la copia o gráfico de seguridad el cual pierde información cuando se copia. La tecnología no requiere materiales especiales, tintas, y modificaciones en el equipo de impresión. Los datos de autenticación y rastreo del producto pueden almacenarse en una cadena de blockchain.
Los códigos QR se imprimen en el embalaje del producto, y se escanean con un teléfono inteligente para autentificar y rastrear los productos. La empresa ofrece a los consumidores una aplicación que pueden utilizar para escanear y detectar las falsificaciones. El escaneo de un código con un teléfono inteligente también puede permitir a los consumidores obtener información de rastreo sobre el producto. También se proporciona una aplicación empresarial para empleados, distribuidores e inspecciones forenses.
La empresa se ocupa de la protección y la trazabilidad de los bienes de lujo, productos alimentarios, máquinas industriales, filtros de agua, cables, productos agroquímicos y sellos fiscales.  Nathan J. Anderson es el actual Scantrust CEO

## Historia
Justin Picard, Nathan J. Anderson y Paul Landry fundaron Scantrust a finales de 2013, y la compañía ganó el premio VentureKick en 2014. Una recaudación de fondos fue realizada por SOSV en  2015, y una serie A dirigido por Crédito Suisse en 2017. En 2016, la empresa se asoció con Agfa-Gevaert para integrar su solución en el software de seguridad de Agfa. En 2017 el Instituto de Semillas Nacional de Argentina emitió un sello fiscal impreso con el código QR de seguridad de Scantrust. El mismo año, Scantrust estuvo escogido por VentureKick como Global Shaper para el año 2013.  En 2018, en un hackathon organizado por la Comisión europea "para dar forma y entregar la futura infraestructura de lucha contra la falsificación",  Scantrust y BigChainDB ganaron tanto el desafío de los consumidores como el de las aduanas (nombre del equipo: Fides). También se asoció con Hyperledger y se implementó blockchain-habilitando la trazabilidad utilizando Hyperledger Sawtooth.  En 2019, la organización holandesa de estándares NEN anunció que usaría los códigos QR de seguridad Scantrust para asegurar la autenticidad de sus certificados. El mismo año, Scantrust introdujo a una sociedad con HP Índigo para integrar su solución en las etiquetas impresas con las impresoras HP comerciales. En 2020, Scantrust se asoció con SAP para ofrecer una solución de rastreo de extremo a extremo.